# Pantheon-Klub
Der Panthéon-Klub (frz. Club du Panthéon) war ein französischer revolutionärer politischer Klub, der am 6. November 1795 in Paris gegründet wurde. Sein offizieller Name war „Vereinigung der Freunde der Republik“ (Réunion des Amis de la République). Er setzte sich aus ehemaligen „Terroristen“, d. h. Anhängern und Akteuren der Terrorherrschaft 1793–1794, und bedingungslosen Jakobinern zusammen, die der Kleinbourgeoisie entstammten.
Der Klub traf sich in Paris auf dem Montagne Sainte-Geneviève in der ehemaligen königlichen Abtei Sainte-Geneviève, dem heutigen Lycée Henri IV, in der Nähe des Panthéon.
Unter den Gründern war René Lebois, Drucker und Journalist des Orateur plébéien, vielleicht ein Agent von Paul de Barras. An dem Klub nahmen diejenigen teil, die die Politik des Direktoriums nach der Niederschlagung des royalistischen Aufstands vom 13. Vendémiaire am 5. Oktober 1795 politisch nach links beeinflussen wollten. Die Politik des Klubs war jedoch zunächst eher gemäßigt und gesetzestreu, indem er sich etwa weigerte, die für unwählbar erklärten Mitglieder des Nationalkonvents aufzunehmen.
Doch schon bald zog der Klub eine Reihe ehemaliger Montagnards an, darunter Jean-Pierre-André Amar und Pierre Joseph Duhem, ehemalige Mitglieder des Komitees für allgemeine Sicherheit, Pierre-Antoine Antonelle, Sylvain Maréchal, Restif de la Bretonne, Jean-Nicolas Pache und Robert Lindet sowie Philippe Buonarroti, ein Freund Gracchus Babeufs, der den Klub in Richtung eines radikalen Republikanismus bewegte.
Die Vereinigung wuchs rasch: hatte sie am 29. November 1795 noch 934 Mitglieder, so zogen ihre Treffen im Februar 1796 rund 2400 Personen an.
Mehrere Mitglieder des Klubs, die bei den Wahlen zum Nationalkonvent geschlagen wurden, sowie „Terroristen“ wie Augustin Darthé, ehemaliger Ankläger des Revolutionstribunals, hegten den Ehrgeiz, den Klub umzuwandeln. Sie wollten, dass die Regierung die Verfassung des Jahres von 1795 aufgab, um auf die radikalere Verfassung von 1793 zurückzugreifen. Obwohl er nicht Mitglied des Klubs war, war Gracchus Babeuf einer der Hauptredner und entwickelte seine Gleichberechtigungsdoktrin, die als eine Grundlage des Kommunismus gilt.
Aus Furcht, der Klub könne das Gesetz und die öffentliche Ordnung stören und die Legitimität des Direktoriums infrage stellen, ordnete dieses seine Auflösung an, und am 27. Februar 1796 führte Napoleon Bonaparte, der als junger General die Armee des Inneren befehligte, die Befehle aus.
Die Führer des Klubs bildeten später den Kern von Babeufs „Verschwörung der Gleichen“.